# Clerodendrum emirnense
Clerodendrum emirnense là một loài thực vật có hoa trong họ Hoa môi. Loài này được Bojer ex Hook. mô tả khoa học đầu tiên năm 1829.